# Chiesa di Sant'Apollinare (Arco, Italia)
La chiesa di Sant'Apollinare è una chiesa sussidiaria nella frazione di Prabi di Arco nella Valle del Sarca in Trentino. Appartiene alla zona pastorale di Riva e Ledro dell'arcidiocesi di Trento e risale al VIII secolo. Conserva un importante ciclo di affreschi trecenteschi di scuola veronese.

## Storia

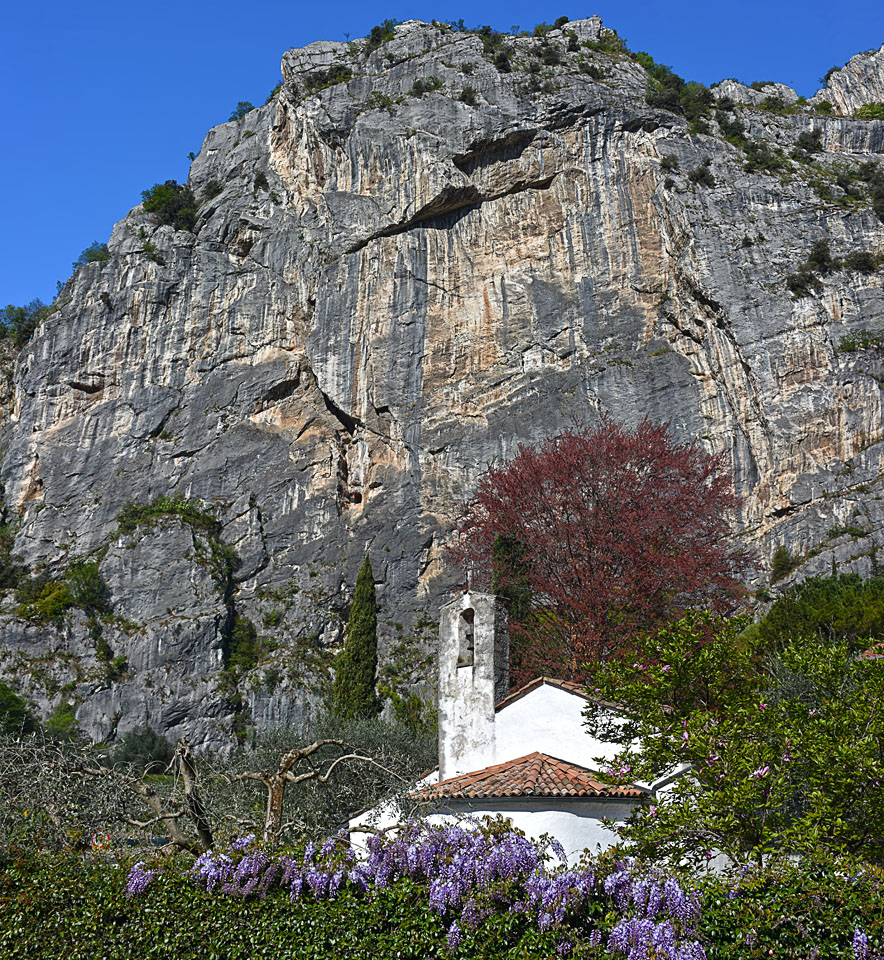
Chiesetta di Sant Apollinare

La chiesa ha un'origine molto antica, ed è stata costruita probabilmente attorno all'VIII secolo e l'intitolazione a Sant'Apollinare ne è un preciso indizio.

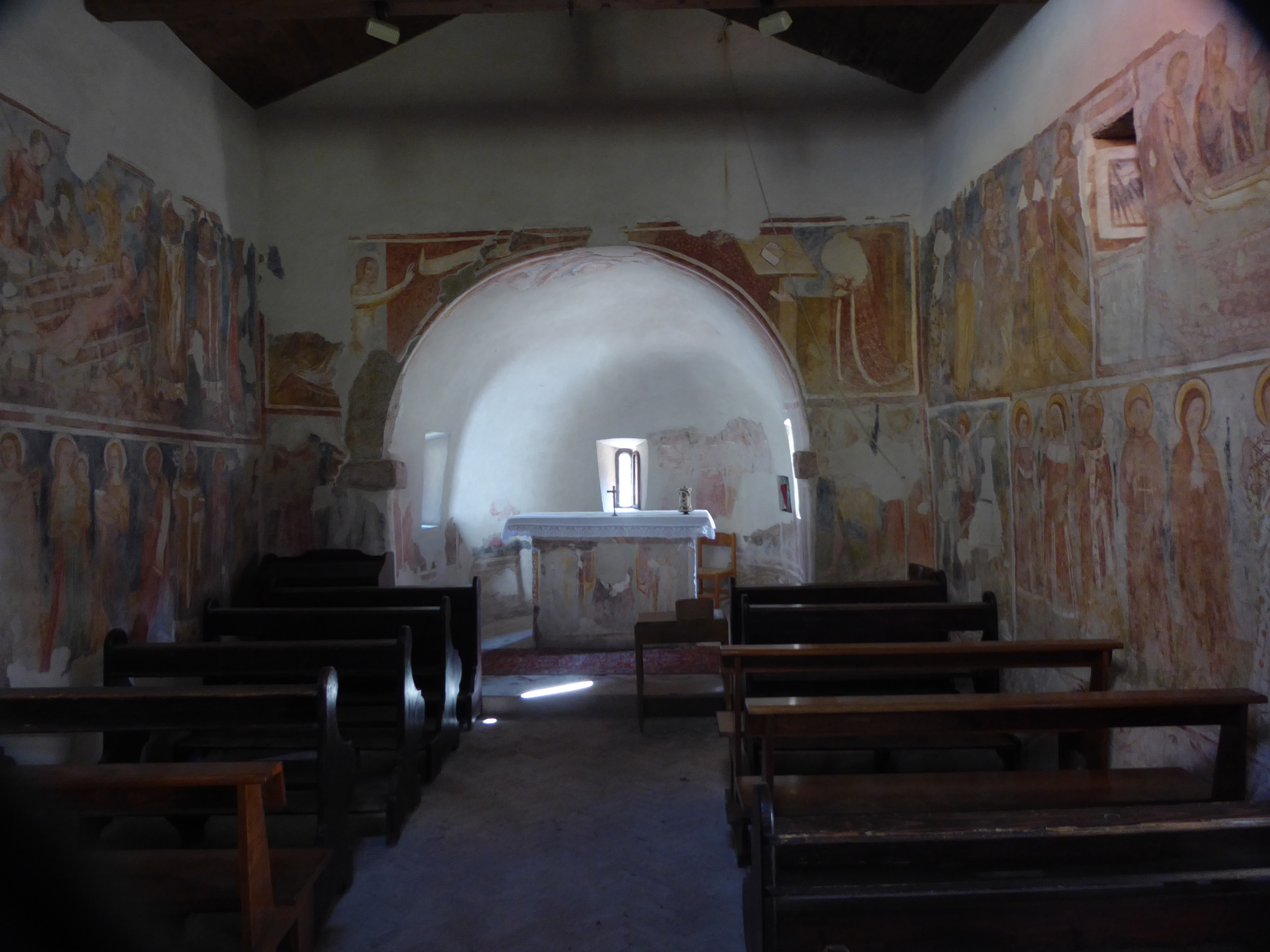
Sala interna della chiesa con affreschi del XIV secolo

La prima documentazione che la descrive è del XIV secolo e nella seconda metà del secolo gli interni vennero affrescati da artisti di scuola veronese, i figli di Federico da Riva Giorgio e Giacomo, che in quegli anni lavorarono nell'area gardesana e veronese. Nel 1395 risultò officiata da dieci chierici che risiedevano in un convento poco lontano.
Nel 1473 papa Sisto IV, con una sua bolla, aggregò il luogo di culto come priorato alle dipendenze della collegiata dell'Assunta. Nel priorato erano compresi un eremo sul monte Velo con dedicazione ai Santi Giacomo e Silvestro e la piccola chiesa in località Troiana, dedicata a San Lorenzo.
Attorno alla metà del XVII secolo l'edificio, che versava in condizioni di abbandono, venne restaurato in due momenti successivi e gli interventi sanarono in particolare la copertura del tetto. Venne coinvolta nelle soppressioni determinate delle disposizioni di Giuseppe II d'Asburgo nel 1782 ma già all'inizio del secolo successivo venne nuovamente officiata.  Nel 1882, dopo aver rischiato di essere demolita perché giudicata di valore secondario dalla curia del capoluogo trentino, venne ristrutturara grazie all'intervento dell'arciprete Chini. I lavori riportarono l'edificio in condizioni di normale utilizzo e permisero di valorizzare anche l'importante ciclo di affreschi nella sua sala.
A conclusione dei lavori venne celebrata la solenne riconsacrazione, nel 1884.
Nel corso del primo conflitto mondiale venne danneggiata e le conseguenze portarono alla perdita degli affreschi nella zona absidale. 
Nei primi anni ottanta venne nuovamente restaurata.

## Descrizione

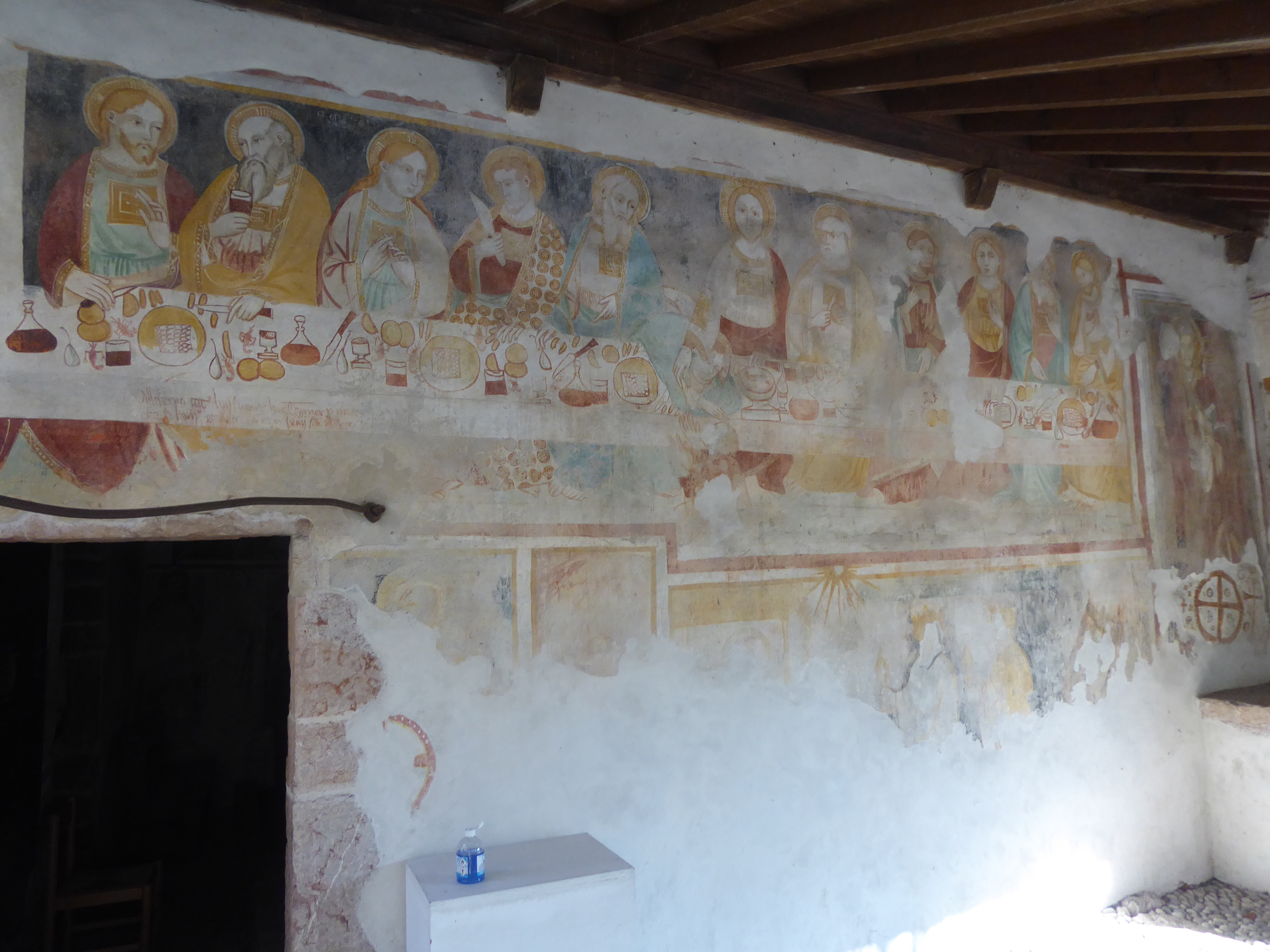
Affreschi sulla parete a sud, coperta dal portico. Sulla destra si intravede il piccolo altare esterno

### Esterni
L'edificio, molto antico, si trova su una strada che potrebbe essere una via romana e che dal nucleo abitato di Arco prosegue verso nord in direzione della piccola frazione di Prabi. Una deviazione porta alla salita per l'eremo di San Paolo e continuando sulla strada si arriva a Ceniga, frazione di Dro.
Il prospetto principale è semplice, a capanna con due spioventi. Sul lato destro dell'edificio è affiancato un portico che protegge, oltre all'ingresso laterale, gli affreschi sulla parete e un altare esterno in pietra. Una cancellata in ferro racchiude lo spazio sotto il portico. Il piccolo campanile a vela si alza nella parte posteriore dell'edificio.

### Interni
La navata unica interna, alla quale si accede sia dal portale principale sia dall'ingresso laterale, è quasi completamente affrescato con un importante ciclo di affreschi trecenteschi di scuola veronese. La sola parte non affrescata è quella absidale poiché venne parzialmente demolita e quindi riscostruita dopo la prima guerra mondiale.

### Aspetti artistici e storici
Tra gli affreschi all'interno sono riconoscibili, sulla parete destra, la Crocifissione, la Madonna in trono, Sant'Apollinare e numerosi santi. Sulla parete opposta la Madonna, Cristo ed ancora diversi altri santi.